# Federico Puppo
Carlos Federico Puppo Gross (Colonia del Sacramento, Uruguay, 6 de diciembre de 1986) es un exfutbolista uruguayo. Se desempeñó como delantero y su último Equipo fue Plaza Colonia de la Primera División de Uruguay.

## Trayectoria
Debutó en el Montevideo Wanderers en el 2004. En 2006 pasa a River Plate de Uruguay. 
Para el año 2011, Danubio adquiere sus servicios.

### Chicago Fire
El 11 de enero de 2012 Puppo es fichado por Chicago Fire de la MLS de Estados Unidos. 

### Defensor Sporting
El 23 de julio de 2012 es cedido a Defensor Sporting para el resto de la temporada.

### Liga de Quito
El 24 de enero de 2013, llega a préstamo a Liga de Quito con un contrato por un año con opción a compra. Al finalizar la primera etapa del Campeonato Ecuatoriano de Fútbol 2013, las dos partes rescindieron el contrato, donde finalmente volvería a Defensor Sporting. 
Para el 2014 vuelve a Chicago Fire de Estados Unidos.

### Plaza Colonia
Para la temporada 2015-16 vuelve a Uruguay, esta vez para defender la camiseta de Plaza Colonia, quien jugaría en Primera División luego de varios años.
El 29 de mayo de 2016 el club consigue por primera vez en su historia ganar el Torneo Apertura, derrotando a Peñarol por 2 a 1 en el Estadio Campeón del Siglo.

## Selección nacional
En el 2011, Puppo es convocado a la Selección de Uruguay Sub-22 como jugador mayor, para participar en los Juegos Panamericanos de 2011, donde se destacó frente a la Selección de Ecuador marcando el gol de la victoria, finalizando en el tercer lugar obteniendo medalla de bronce.

#### Participaciones en los Juegos Panamericanos
| Juegos Panamericanos         | Sede   | Resultado         | Partidos | Goles |
| ---------------------------- | ------ | ----------------- | -------- | ----- |
| Juegos Panamericanos de 2011 | México | Medalla de Bronce | 5        | 1     |

## Clubes
| Club                 | País           | Año         | PJ | Goles |
| -------------------- | -------------- | ----------- | -- | ----- |
| Montevideo Wanderers | Uruguay        | 2004-2006   | 9  | 0     |
| River Plate          | Uruguay        | 2006-2011   | 74 | 18    |
| Danubio              | Uruguay        | 2011        | 10 | 2     |
| Chicago Fire         | Estados Unidos | 2012        | 10 | 1     |
| Defensor Sporting    | Uruguay        | 2012        | 14 | 5     |
| Liga de Quito        | Ecuador        | 2013        | 13 | 2     |
| Defensor Sporting    | Uruguay        | 2013        |    |       |
| Chicago Fire         | Estados Unidos | 2014        | 0  | 0     |
| Fénix                | Uruguay        | 2015        | 8  | 0     |
| Plaza Colonia        | Uruguay        | 2015 - 2017 | 33 | 7     |

## Palmarés

### Campeonatos nacionales
| Título          | Club          | País    | Año  |
| --------------- | ------------- | ------- | ---- |
| Torneo Clausura | Plaza Colonia | Uruguay | 2016 |